# 팍스차일드
팍스차일드는 대한민국의 혼성 그룹이다. 2017년 싱글 앨범 [연애초반]으로 데뷔했다.

## 공연
- 조이뮤직콘서트 메일&팍스차일드 Return! (2019)